# ティモフェイ・モズコフ
ティモフェイ・パブロビッチ・モズコフ（英語: Timofey Pavlovich Mozgov，ロシア語: Тимофей Павлович Мозгов、1986年7月16日 - ）はロシアクラスノダール出身の元プロバスケットボール選手。ポジションはセンター。

## 来歴

### ヨーロッパ時代
2004年、ロシアの2部リーグに所属するLenVo St. Petersburgでプロ生活を始めた。2006年にCSK VVS-2 Samaraに移籍、2006-2007シーズン開幕前にヒムキBCに移籍して2009-2010シーズンまで所属した。

### NBA

#### ニューヨーク・ニックス
2010年にNBAのニューヨーク・ニックスとの3年総額970万ドルの契約に合意した。11月23日のロサンゼルス・クリッパーズ戦でブレイク・グリフィンにダンクショットを許したが、自身の頭上から決められたシーンのポスターで知られている。2011年1月30日のデトロイト・ピストンズ戦でシーズンハイとなる23得点、14リバウンドを記録し、チームは124-106で勝利した。

#### デンバー・ナゲッツ
2月22日にカーメロ・アンソニーが絡む大型トレードでデンバー・ナゲッツへ移籍した。同年夏、NBAのロックアウト中にBCヒムキに復帰した。
2013年7月27日にナゲッツとの延長契約に合意した。
2014年4月10日のゴールデンステート・ウォリアーズ戦でキャリアハイとなる23得点、29リバウンドを含む3アシスト、1スティールを記録し、チームは100-99で勝利した。

#### クリーブランド・キャバリアーズ
2015年1月7日に2つの2015年のプロテクト付き1巡目指名権とのトレードで、2015年のドラフト2巡目指名権と共にクリーブランド・キャバリアーズへ移籍した。キャバリアーズに移籍するまでは背番号25番を着用することが多かったが、マーク・プライスの永久欠番となっていることから、ソビエト連邦のハンドボール選手だった父親の背番号20番を着けていた。2016年に自身初かつフランチャイズ史上初となるNBAチャンピオンを獲得し、チームメイトのサーシャ・カーンと共にNBAチャンピオンを獲得した史上初のロシア人選手となった。

#### ロサンゼルス・レイカーズ
7日8日にロサンゼルス・レイカーズとの4年総額6,400万ドルの契約に合意した。

#### ブルックリン・ネッツ
2017年6月20日にブルック・ロペス、カイル・クーズマのドラフト権とのトレードで、ディアンジェロ・ラッセルと共にブルックリン・ネッツへ移籍した。
2018年7月6日にドワイト・ハワードとのトレードで、ハミドゥ・ディアロのドラフト権、2021年のドラフト2巡目指名権、金銭と共にシャーロット・ホーネッツへ放出されたが、翌日に3チームが絡むトレードでオーランド・マジックへ放出された。
2019年7月6日に、膝の怪我で1試合も出場しなかったがためにマジックから解雇された。

### ロシアリーグ復帰

#### BCヒムキ復帰
7月31日にロシア・スーパーリーグのBCヒムキとの1年契約に合意したが、2019-20シーズンは膝の怪我により全休した。

#### ルナ・バスケット・モスクワ
2021年12月23日にルナ・バスケット・モスクワとの契約に合意した。

## 個人成績

### NBA

#### レギュラーシーズン
| シーズン | チーム | GP  | GS  | MPG  | FG%  | 3P%  | FT%  | RPG | APG | SPG | BPG | PPG  |
| -------- | ------ | --- | --- | ---- | ---- | ---- | ---- | --- | --- | --- | --- | ---- |
| 2010–11  | NYK    | 34  | 14  | 13.5 | .464 | ---  | .705 | 3.1 | .4  | .4  | .7  | 4.0  |
| 2010–11  | DEN    | 11  | 0   | 6.0  | .524 | ---  | .750 | 1.5 | .0  | .1  | .2  | 2.5  |
| 2011–12  | DEN    | 44  | 35  | 15.6 | .526 | ---  | .684 | 4.1 | .5  | .3  | 1.0 | 5.4  |
| 2012–13  | DEN    | 41  | 1   | 8.9  | .506 | .000 | .769 | 2.6 | .2  | .1  | .4  | 2.6  |
| 2013–14  | DEN    | 82  | 30  | 21.6 | .523 | .167 | .754 | 6.4 | .8  | .3  | 1.2 | 9.4  |
| 2014–15  | DEN    | 35  | 35  | 25.6 | .504 | .333 | .733 | 7.8 | .5  | .4  | 1.2 | 8.5  |
| 2014–15  | CLE    | 46  | 45  | 25.0 | .590 | ---  | .708 | 6.9 | .8  | .4  | 1.2 | 10.6 |
| 2015–16  | CLE    | 76  | 48  | 17.4 | .565 | .143 | .716 | 4.4 | .4  | .3  | .8  | 6.3  |
| 2016–17  | LAL    | 54  | 52  | 20.4 | .515 | .000 | .808 | 4.9 | .8  | .3  | .6  | 7.4  |
| 2017–18  | BKN    | 31  | 13  | 11.6 | .559 | .222 | .767 | 3.2 | .4  | .2  | .4  | 4.2  |
| 通算     | 通算   | 454 | 273 | 18.0 | .535 | .190 | .738 | 4.9 | .6  | .3  | .8  | 6.8  |

#### プレイオフ
| シーズン | チーム | GP | GS | MPG  | FG%  | 3P% | FT%  | RPG | APG | SPG | BPG | PPG  |
| -------- | ------ | -- | -- | ---- | ---- | --- | ---- | --- | --- | --- | --- | ---- |
| 2014     | DEN    | 7  | 5  | 14.1 | .480 | --- | .500 | 3.3 | .4  | .3  | .9  | 4.0  |
| 2015     | CLE    | 20 | 20 | 26.5 | .500 | --- | .790 | 7.3 | .7  | .4  | 1.8 | 10.6 |
| 2016     | CLE    | 13 | 0  | 5.8  | .400 | --- | .750 | 1.6 | .2  | .2  | .2  | 1.2  |
| 通算     | 通算   | 40 | 25 | 17.6 | .489 | --- | .763 | 4.8 | .5  | .3  | 1.1 | 6.4  |

## 代表歴
ロシア代表として2009年バスケットボール男子欧州選手権と2010年バスケットボール世界選手権に出場している。2010年世界選手権では平均13得点、4.4リバウンドをあげた。
また、2012年のロンドン五輪では3位入賞に貢献した。因みに当時のヘッドコーチは、一時、クリーブランド・キャバリアーズヘッドコーチでもあったデビッド・ブラットである。